# Lepidametria commensalis
Lepidametria commensalis är en ringmaskart som beskrevs av Webster 1879. Lepidametria commensalis ingår i släktet Lepidametria och familjen Polynoidae.
Artens utbredningsområde är Mexikanska golfen. Inga underarter finns listade i Catalogue of Life.